# Tim Schafer
Tim Schafer (Sonoma, 26 luglio 1967) è un autore di videogiochi statunitense, uno dei più apprezzati autori di avventure grafiche.
Ha raggiunto la popolarità lavorando alla californiana LucasArts, partecipando alla realizzazione dei primi due capitoli della serie Monkey Island, e ha in seguito fondato la Double Fine Productions.

## Biografia
Si laurea in scienze informatiche all'università di Berkeley nel 1989.
Inizia a programmare videogiochi su un Atari 400 e trova un'offerta di lavoro della LucasArts (allora chiamata Lucasfilm Games) come programmatore e sceneggiatore. Rifiutato la prima volta, ottiene il posto proponendo una propria sceneggiatura di un'avventura grafica.
Inizialmente si limita a svolgere incarichi di testing di giochi come Indiana Jones and the Last Crusade (1989) e la conversione NES di Maniac Mansion (1990), e grazie a quest'ultimo entra in contatto con Ron Gilbert.
Insieme a vari colleghi tra cui Dave Grossman, comincia a collaborare alla storica avventura grafica The Secret of Monkey Island (1990) di Ron Gilbert, occupandosi in particolare dei combattimenti e di altre meccaniche. I combattimenti consistono in un originale sistema a scambio di battute, progetto di Schafer che fu molto apprezzato da Gilbert.
Tim Schafer partecipa anche allo sviluppo del seguito, Monkey Island 2: LeChuck's Revenge (1991). Collabora solamente alla sceneggiatura e agli enigmi dei primi due capitoli della saga di Monkey Island, tuttavia Ron Gilbert ha affermato l'importanza del lavoro svolto da lui e Dave Grossman nella realizzazione di questi storici titoli, particolarmente nella stesura dei dialoghi.
Insieme al nucleo della squadra di Monkey Island, Schafer lavora a Maniac Mansion: Day of the Tentacle (1993), dove assume per la prima volta il ruolo di direttore del progetto, in collaborazione con Dave Grossman. 
Day of the Tentacle è un altro grande successo, dopo il quale Schafer scrive da solo Full Throttle (1995), sviluppando personaggi e trama.
Schafer rimane sempre nell'ambito delle avventure grafiche e il titolo successivo è Grim Fandango (1998). Il gioco reinterpreta le atmosfere del poliziesco hard boiled e dell'animazione burtoniana. Il successo di critica è enorme, ma non altrettanto le vendite, perché il mercato PC si sta concentrando su altri generi.
Infatti dopo il periodo d'oro degli anni '90 il genere delle avventure grafiche perde di rilevanza, come anche il filone dei giochi a tema umoristico, perciò anche Schafer deve affrontare altri tipi di videogiochi nella propria carriera.
Dopo aver passato un anno sullo sviluppo di un gioco di spionaggio rimasto incompiuto, Schafer lascia la LucasArts. Nel 2000 fonda lo studio di sviluppo indipendente Double Fine Productions a San Francisco.
Il primo titolo della nuova azienda, Psychonauts, esce nel 2005, ben sette anni dopo Grim Fandango, tanto che la stampa dell'epoca parla di un "ritorno ai videogiochi" di Schafer, ma lui in realtà non ha mai interrotto l'attività.
Con Psychonauts il game designer abbandona il genere avventura in favore del platform 3D/avventura dinamica. Nonostante l'entusiasmo della critica, il gioco si rivela un mezzo flop di vendite.
Nel 2009 esce Brütal Legend scritto e diretto da Schafer, gioco insolito ambientato in un mondo ispirato all'immaginario della musica heavy metal, di cui Schafer è appassionato. Non è però un successo commerciale.

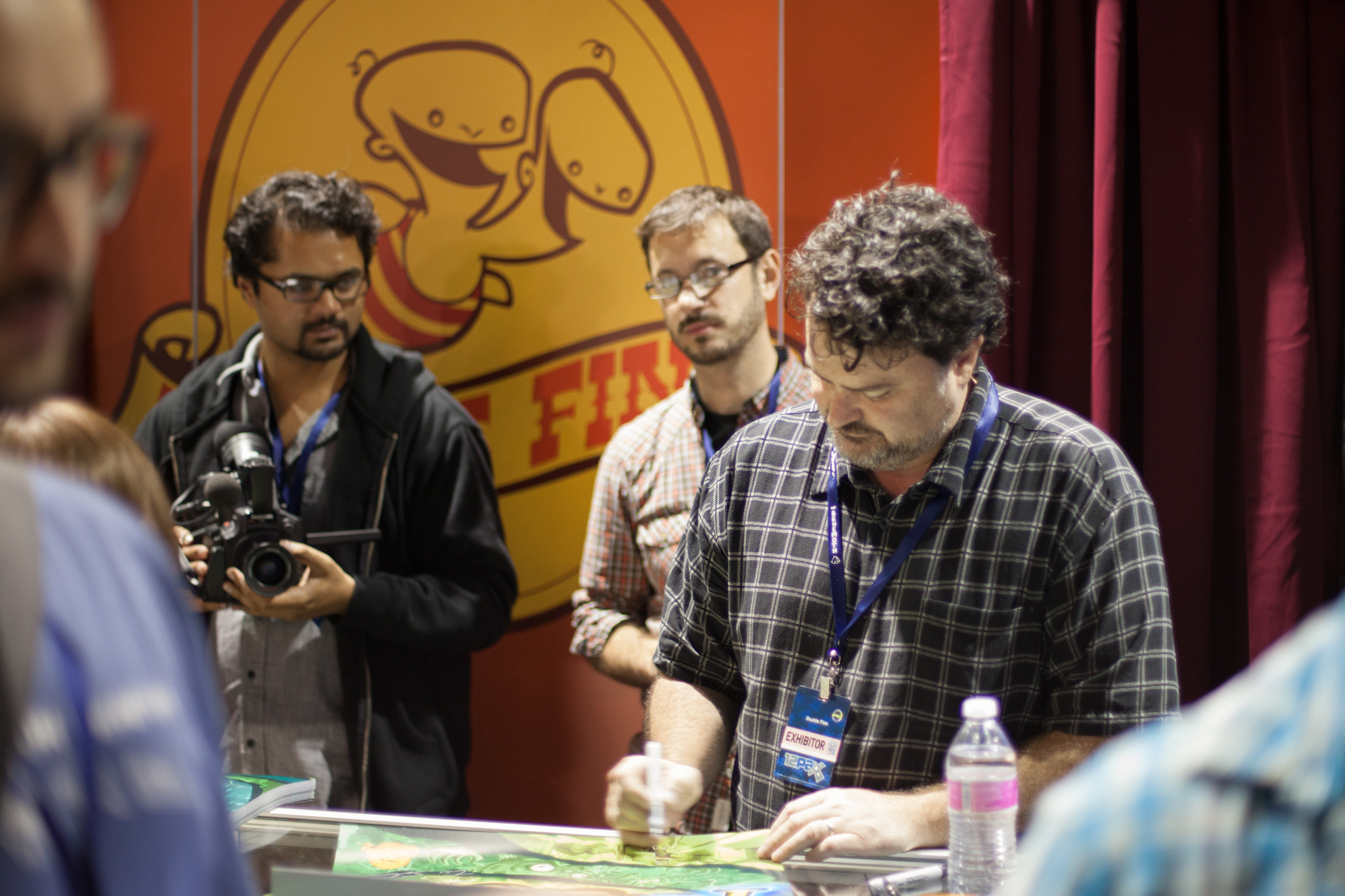
Schafer e 2 Player Productions al PAX Prime 2012.

Fra il 2010 e il 2011 supervisiona lo sviluppo dei giochi Double Fine Costume Quest, Stacking, Iron Brigade e Sesame Street: Once Upon a Monster, tutti diretti da altri membri dello studio. Fra il 2011 e il 2012 dirige la produzione del casual game sperimentale Double Fine Happy Action Theater, basato su Kinect e rivolto anche a bambini molto piccoli, con il quale Schafer torna a un ruolo di direzione creativa per la prima volta dopo Brütal Legend.
Così come i colleghi Grossman e Gilbert, Schafer non ha smesso di occuparsi di avventure grafiche come progetti secondari.
Nel febbraio 2012, Schafer avvia una raccolta fondi sul sito di crowdfunding Kickstarter per la realizzazione un progetto a basso costo: la Double Fine Adventure, un'avventura grafica in collaborazione con Ron Gilbert. La cifra richiesta di 400000 $ viene raggiunta e superata nell'arco delle prime 7 ore, culminando con la somma record di 3336371 $. Il progetto assume dimensioni più importanti e viene ufficialmente rinominato Broken Age.
Negli anni successivi Schafer si occupa in gran parte di rimasterizzazioni di vecchi classici e altri progetti di stampo nostalgico.
Nel 2015 Schafer riceve il Premio Avanguardia al Fun & Serious Game Festival.
Nel 2018 riceve il premio alla carriera ai Game Developers Choice Awards.
Sempre nel 2018 riceve il riconoscimento alla carriera BAFTA Fellowship, per essere stato un pioniere del game design e aver ampliato i confini del medium videoludico.
La Double Fine viene acquisita da Microsoft nel 2019. Secondo Schafer non era una mossa pianificata, ma è apparsa valida quando l'azienda necessitava di grossi investimenti per Psychonauts 2, e dopo aver visto, con la simile acquisizione della Mojang, che la Microsoft ha assunto una politica di relativa indipendenza delle aziende controllate. Almeno al 2021 tale atteggiamento è ancora mantenuto verso la Double Fine.

## Videogiochi
Titoli accreditati a Tim Schafer con vari ruoli creativi:
- The Secret of Monkey Island (1990), sceneggiatura ed enigmi, programmazione
- Monkey Island 2: LeChuck's Revenge (1991), sceneggiatura ed enigmi, programmazione
- Maniac Mansion: Day of the Tentacle (1993), diretto insieme a Dave Grossman, design, programmazione, produzione
- Full Throttle (1995), capo progetto, scritto e diretto, design, programmazione
- The Curse of Monkey Island (1997), design supplementare
- Grim Fandango (1998), capo progetto
- Psychonauts (2005), sceneggiatura, direttore creativo
- Brütal Legend (2009), direzione, sceneggiatura
- Host Master and the Conquest of Humor (2009, freeware), dialoghi
- The Secret of Monkey Island: Special Edition (2009), programmazione
- Monkey Island 2: LeChuck's Revenge: Special Edition (2010), programmazione
- Costume Quest (2010), sceneggiatura, direttore creativo dello studio
- Sesame Street : Once Upon a Monster (2011), sceneggiatura, direttore creativo dello studio
- Iron Brigade (2011), sceneggiatura, direttore creativo dello studio
- Stacking (2011), direttore creativo dello studio
- Double Fine Happy Action Theater (2012), direttore creativo
- The Cave (2013), direttore creativo dello studio
- Broken Age (2014), sceneggiatura
- Grim Fandango: Remastered (2015), capo progetto, sceneggiatura
- Day of the Tentacle: Remastered (2016), prodotto e diretto, sceneggiatura
- Psychonauts in the Rhombus of Ruin (2017), sceneggiatura
- RAD (2019), direttore creativo dello studio
- Psychonauts 2 (2021), capo progetto, sceneggiatura